# Hrabstwo Bourbon (Kentucky)

Piramida wieku hrabstwa

Hrabstwo Bourbon – hrabstwo położone w USA w stanie Kentucky z siedzibą w mieście Paris. Założone w 1786 roku. Nazwa Hrabstwa pochodzi od francuskiego rodu Bourbon.

## Miasta
- Millersburg
- North Middletown
- Paris

## Sąsiednie Hrabstwa

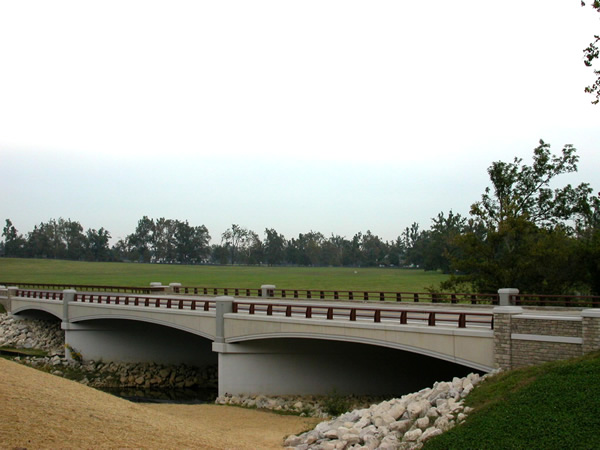

- Hrabstwo Harrison
- Hrabstwo Nicholas
- Hrabstwo Bath
- Hrabstwo Montgomery
- Hrabstwo Clark
- Hrabstwo Fayette
- Hrabstwo Scott